# 東古塔之戰 (2018年)
2018年東古塔之戰於2018年2月18日開始，敘利亞政府集結6萬多人兵力，再次進攻已圍困多年的大马士革农村省東古塔區。大約40萬平民居住於東古塔包圍圈內。
敘利亞政府把本次軍事行動定名「大馬士革鋼行動」。

## 背景
東古塔區自2013年5月起一直受到敘政府軍圍困。敘利亞西北部戰役於2018年2月13日結束後，大量敘軍隨即轉移至東古塔前線，準備進攻反對派在大馬士革地區的這塊最後主要根據地。

## 攻勢
2018年2月18日傍晚，反對派控制的東古塔區開始受到猛烈炮轟和空襲，據報到2月19日已有94名平民喪生。與此同時，在2月19日至21日期間大馬士革政府軍控制區也有9名平民死於反對派的炮擊。
敘利亞人權觀察（SOHR）表示截至2月24日已有超過500名平民死於俄敘聯軍的攻擊。

敘政府軍地面攻勢進展圖，黑色虛線是2月24日的敘軍前線

2月25日上午08:30左右，敘政府軍開始地面進攻，在向Hazrama和Tal Farzat推進的過程中收復在包圍圈東南部的Bashoura空防營周圍的一些地點。敘軍稍後成功收復Al-Salihiyah村以及Tal Farzat的山頂。25日上午10時左右，在包圍圈西北方前線的敘軍也開始進攻。SOHR宣稱2月25日有13名敘軍士兵和6名反政府軍士兵陣亡，另有2名敘軍士兵被俘。
敘軍於2月26日繼續進攻，收復Harasta果園的大部分，並破獲一個精心構建的的地道系統。2月28日早上，敘軍收復Hawsh Dawahra。。3月2日，敘軍收復Hawsh Al-Zarqiyah村，然後開始炮轟附近的Utaya鎮。同日稍後，敘軍收復第274營基地。3月3日，敘軍收復Utaya、Al-Nashabiyah和Hazrama，以及Al-Shifouniyah的大部分。
3月4日，反對派發起反攻，奪回Al-Shifouniyah的大片區域。與此同時，敘軍收復在包圍圈南部的Beit Naem鎮。至此敘軍只差3公里就可以把東古塔的反政府部隊分割成兩半。數小時後Al-Shifouniyah也完全落入敘軍控制之中。截至3月4日，敘軍已收復東古塔超過四分一的區域。無國界醫生的不完全統計顯示在2月18日至3月4日期間，東古塔反對派控制區內有超過1,000人喪生以及至少4,800人受傷。
到3月5日，敘軍已收復東古塔35%的區域，攻至反對派控制的杜馬東南方2公里處。同日下午，在南部的al-Muhammadiyah據報也落入敘軍手中。
3月6日，在包圍圈東北部的al-Rayhan的大部分區域據報已由敘軍控制，在米斯拉巴（Mesraba）、拜特薩瓦（Beit Sawa）和Hawsh Al-Ash’ari周圍的農場也被敘軍攻佔。3月7日敘軍攻佔拜特薩瓦和Hawsh Al-Ash’ari， 為進攻附近的米斯拉巴掃除障礙。到該日傍晚，敘軍已攻佔米斯拉巴的大部分區域，至此敘軍東西兩線相距只有1公里左右，由於中間缺口已盡入敘軍炮火封鎖範圍內，東古塔包圍圈實際上已被分割成南北兩半。
3月8日，敘軍攻佔Hawsh Qubaybat鎮以及Aftris空防營基地。3月10日敘軍完全攻佔米斯拉巴，反對派控制區南北之間的最後通道被切斷。

## 撤離
2018年3月下旬，自由沙姆人伊斯蘭運動和拉赫曼军团等武裝組織先後與敘政府軍達成協議，同意撤離東古塔，轉移到伊德利卜省的反對派控制區。3月31日，在朱巴爾、扎馬里克、伊爾賓、艾因塔爾馬四個城鎮的反對派武裝分子已全數撤離。當日敘利亞軍方宣佈已收復東古塔地區的33個城鎮，只剩下杜馬仍由伊斯蘭軍控制。
2018年4月1日，據報伊斯蘭軍與敘政府達成協議，讓杜馬的傷員轉移至伊德利卜省的反對派控制區。
4月2日，1,100名反對派人員與他們的家屬開始撤離。一些反對派人士表示那些撤離的人是受傷的戰鬥人員，另一些人則說他們是受傷的平民。與此同時，伊斯蘭軍內部對於是否完全撤離杜馬出現意見分歧。
俄羅斯的謝爾蓋·魯茨科伊中將於4月4日表示杜馬將會由敘利亞政府控制。與此同時，SOHR宣稱約2,350名伊斯蘭軍戰士已經撤離。伊斯蘭軍宗教委員會主席Abu Abdelrahman Kaaka確認已達成撤離協議，並否認內部存在意見分歧。4月4日有650名反對派人員和平民撤離。撤離行動於次日暫停，阿拉伯叙利亚通讯社（SANA）指原因是伊斯蘭軍內部有不同意見。
4月6日，杜馬遭到10天以來的首次空襲。敘官方媒體表示在空襲前反對派曾向大馬士革發炮，造成4人喪生。敘政府當日對杜馬發起陸空攻勢，地面部隊進一步接近杜馬市區。截至4月7日對杜馬的轟擊已造成48名平民喪生。
伊斯蘭軍指控敘利亞政府於2018年4月7日在杜馬使用化學武器。敘利亞國營媒體與俄羅斯否認指控。4月8日，敘政府軍宣佈新的停火。國營媒體稱伊斯蘭軍已同意離開杜馬，並說當局已調動巴士接載撤離的反對派人員和反對派按照協議釋放的囚犯。
4月9日，伊斯蘭軍在杜馬的食物倉庫遭到平民搶掠。同日伊斯蘭軍釋放他們在杜馬的最後一批囚犯，人數約有100人。伊斯蘭軍在撤離談判時曾宣稱手上有5,000名囚犯。敘利亞國營電視台引述官方來源，指稱反對派誇大囚犯人數以便在談判中爭取更佳條件。親政府的Al-Masdar網站宣稱有數以千計的囚犯已被反對派處決或是死於疾病、饑餓或強迫勞動的疲累。伊斯蘭軍在撤離前燒毀剩餘的坦克、重型武器和其它軍用車輛。據報有2,000名反對派人員於4月10日撤離，另有4,000人亦準備撤離。
4月11日有近4,000人撤離，前往阿勒颇省。4月12日，最後一批反對派人員開始離開杜馬。
SOHR表示約4,000人在4月13日撤離。伊斯蘭軍的發言人Hamza Bayraqdar表示其戰士已全數撤離。在4月13日至14日之間的午夜，約100輛巴士載着最後一批反對派人員和平民離開。國營電視台報道敘利亞警察於4月14日早上進入杜馬。同日晚間敘利亞軍方宣佈大馬士革東部市郊已完全解放。

## 人道主義危機
據相關媒體報道，3月14日，敘利亞政府方面聲稱在東古塔發現叛軍製作化學武器的實驗室。由2月27日開始，俄敘聯軍在東古塔開放平民撤離通道，每天有5個小時的時間讓被圍困的當地居民逃離至政府控制區，俄羅斯國防部於3月20日表示自從「人道主義行動」開始後，已有79,702名平民撤出東古塔，當中大多數是兒童。